# Angelo da Costa
Angelo Esmael da Costa Júnior (São Bernardo do Campo, 12 novembre 1983) è un ex calciatore brasiliano, di ruolo portiere.
Possiede il passaporto italiano. È stato il primo portiere straniero della storia della Sampdoria.

## Carriera

### Club

#### Santo Andrè e Varese
Cresce nelle giovanili del Santo André con cui vince nel 2003 la Copa São Paulo de Futebol Júnior e la Copa Paulista de Futebol.
Dal 2003 al 2007 gioca nella prima squadra del Santo André, contribuendo nel 2004 alla vittoria del primo e unico titolo della storia del Santo André, la Copa do Brasil, competizione nella quale gioca 8 delle 11 partite totali, saltando comunque la finale contro il Flamengo. Negli anni successivi, conditi dall'esordio in Copa Libertadores nel 2005 nella partita contro il Cerro Porteño, gioca a sprazzi, alternandosi con il collega Júlio César Martins.
Nel gennaio 2008 si svincola dal Santo André e si trasferisce in Italia nel Varese che milita in Serie C2, dove però non colleziona nessuna presenza.

#### Ancona
Nell'estate 2008 si trasferisce all'Ancona in Serie B. Il primo anno lo divide tra campo e panchina, giocandosi spesso il posto con il giovane Salvatore Sirigu, ottenendo comunque 27 presenze sulle 42 totali e giocando anche i play-out contro il Rimini.
Nella stagione 2009-2010 diventa titolare della squadra marchigiana conducendola alla salvezza giocando tutte le 42 partite e risultando – insieme al bomber Salvatore Mastronunzio – uno dei principali artefici della permanenza in Serie B dell'Ancona.

#### Sampdoria
Rimasto svincolato in seguito alla messa in liquidazione della società marchigiana, il 10 agosto 2010 si accasa alla Sampdoria per ricoprire il ruolo di secondo portiere.
Esordisce in maglia blucerchiata e in Serie A il 24 ottobre 2010 in Inter-Sampdoria (1-1), subentrando al 79' all'infortunato Gianluca Curci e subendo un minuto dopo la rete del pareggio di Samuel Eto'o, divenendo così il primo portiere straniero della storia dei blucerchiati. Si rende grande protagonista il 19 gennaio 2011 nella partita di Coppa Italia contro l'Udinese; la partita, finita 2-2 dopo i tempi regolamentari e supplementari, si è prolungata fino ai rigori, dove da Costa ne para due, facendo passare così il turno alla Sampdoria. L'8 maggio gioca poi da titolare al posto dell'incerto Curci il derby contro il Genoa perso per 2-1.
Con la squadra retrocessa in Serie B rimane comunque alla Sampdoria, ricoprendo sempre il ruolo di secondo portiere, questa volta di Sergio Romero. Durante la stagione difende i pali blucerchiati in 15 partite a causa delle numerose convocazioni di Romero con la Nazionale Argentina. In occasione dei play-off validi per l'accesso in Serie A disputa tre partite su quattro, dimostrando tutto il suo valore e le sue qualità.
Coinvolto nell'inchiesta del calcioscommesse per fatti antecedenti la sua esperienza nella Sampdoria, il 26 luglio 2012 viene deferito dal procuratore federale Stefano Palazzi per omessa denuncia in riferimento alla gara Ancona-Grosseto. Il 1º agosto patteggiando ottiene una squalifica pari a 3 mesi con un'ammenda di 30 000 euro.
Il 25 novembre 2012, scontata la squalifica, torna a disposizione del mister Ciro Ferrara che il 2 dicembre seguente lo schiera come titolare nella partita Fiorentina-Sampdoria (2-2). Nelle ultime tre giornate della Serie A 2012-2013 viene preferito, dal mister Delio Rossi, rispetto al titolare Sergio Romero a causa dello scarso rendimento del portiere argentino.
Nella stagione 2013-2014 viene promosso portiere titolare della formazione blucerchiata, in quanto l'ex compagno di squadra Sergio Romero viene ceduto in prestito alla società francese del Monaco. Colleziona 33 presenze in campionato e 1 in Coppa Italia subendo 49 gol totali.
Nella stagione 2014-2015 è terzo portiere dietro a Emiliano Viviano e Sergio Romero e gioca solo una partita di Coppa Italia. In tutto con la maglia della Sampdoria mette insieme 67 presenze e 87 gol subiti in 4 stagioni e mezzo.

#### Bologna e ritiro

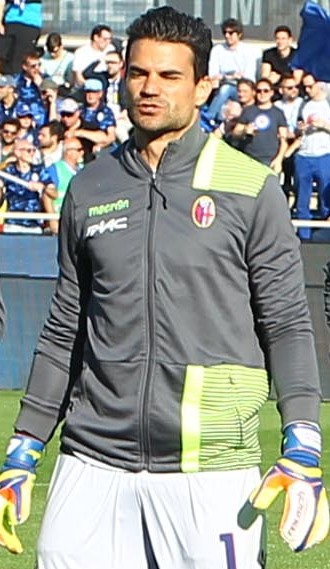
Da costa con la maglia del Bologna nel 2017

Il 20 gennaio 2015 la Sampdoria comunica la cessione a titolo definitivo al Bologna. Esordisce con il Bologna subentrando dalla panchina nel corso del primo tempo della partita casalinga contro il Modena, terminata con il punteggio di 0-0. A fine anno raggiunge la promozione con i felsinei.
Dopo la promozione, milita con i felsinei per altri 6 anni, con il Bologna che il 26 maggio 2021 comunica la fine del rapporto con il calciatore. Nel mentre lui è stato riserva di Antonio Mirante le prime tre stagioni (anche se nel 2016-2017 ha giocato in 18 occasioni a causa d'infortuni accorsi a Mirante) e poi di Łukasz Skorupski nelle successive tre, diventando il terzo portiere nel finale della stagione 2020-2021 finendo dietro anche a Federico Ravaglia nelle gerarchie.
Rimasto svincolato al termine del mercato, il 5 ottobre 2021 si ritira dal calcio giocato.

## Statistiche

### Presenze e reti nei club
| Stagione         | Squadra          | Campionato       | Campionato | Campionato | Coppe nazionali | Coppe nazionali | Coppe nazionali | Coppe continentali | Coppe continentali | Coppe continentali | Altre coppe | Altre coppe | Altre coppe | Totale | Totale |
| Stagione         | Squadra          | Comp             | Pres       | Reti       | Comp            | Pres            | Reti            | Comp               | Pres               | Reti               | Comp        | Pres        | Reti        | Pres   | Reti   |
| ---------------- | ---------------- | ---------------- | ---------- | ---------- | --------------- | --------------- | --------------- | ------------------ | ------------------ | ------------------ | ----------- | ----------- | ----------- | ------ | ------ |
| 2008-2009        | Ancona           | B                | 27+2       | -42 + -1   | CI              | 1               | -2              | -                  | -                  | -                  | -           | -           | -           | 30     | -45    |
| 2009-2010        | Ancona           | B                | 42         | -56        | CI              | 0               | 0               | -                  | -                  | -                  | -           | -           | -           | 42     | -56    |
| Totale Ancona    | Totale Ancona    | Totale Ancona    | 71         | -99        |                 | 1               | -2              |                    | -                  | -                  |             | -           | -           | 72     | -101   |
| 2010-2011        | Sampdoria        | A                | 4          | -8         | CI              | 2               | -4              | UCL+UEL            | 0+2                | -2                 | -           | -           | -           | 8      | -14    |
| 2011-2012        | Sampdoria        | B                | 15+3       | -10 + -2   | CI              | 2               | -4              | -                  | -                  | -                  | -           | -           | -           | 20     | -16    |
| 2012-2013        | Sampdoria        | A                | 4          | -7         | CI              | 0               | 0               | -                  | -                  | -                  | -           | -           | -           | 4      | -7     |
| 2013-2014        | Sampdoria        | A                | 33         | -49        | CI              | 1               | 0               | -                  | -                  | -                  | -           | -           | -           | 34     | -49    |
| 2014-gen. 2015   | Sampdoria        | A                | 0          | 0          | CI              | 1               | -1              | -                  | -                  | -                  | -           | -           | -           | 1      | -1     |
| Totale Sampdoria | Totale Sampdoria | Totale Sampdoria | 59         | -76        |                 | 6               | -9              |                    | 2                  | -2                 |             | -           | -           | 67     | -87    |
| gen.-giu. 2015   | Bologna          | B                | 9+4        | -6 + -4    | -               | -               | -               | -                  | -                  | -                  | -           | -           | -           | 13     | -10    |
| 2015-2016        | Bologna          | A                | 5          | -4         | CI              | 0               | 0               | -                  | -                  | -                  | -           | -           | -           | 5      | -4     |
| 2016-2017        | Bologna          | A                | 18         | -26        | CI              | 1               | -3              | -                  | -                  | -                  | -           | -           | -           | 19     | -29    |
| 2017-2018        | Bologna          | A                | 4          | -5         | CI              | 0               | 0               | -                  | -                  | -                  | -           | -           | -           | 4      | -5     |
| 2018-2019        | Bologna          | A                | 0          | 0          | CI              | 2               | -2              | -                  | -                  | -                  | -           | -           | -           | 2      | -2     |
| 2019-2020        | Bologna          | A                | 1          | -1         | CI              | 1               | -4              | -                  | -                  | -                  | -           | -           | -           | 2      | -5     |
| 2020-2021        | Bologna          | A                | 6          | -9         | CI              | 2               | -4              | -                  | -                  | -                  | -           | -           | -           | 8      | -13    |
| Totale Bologna   | Totale Bologna   | Totale Bologna   | 43+4       | -51 + -4   |                 | 6               | -13             |                    | 0                  | 0                  |             | -           | -           | 53     | -64    |
| Totale carriera  | Totale carriera  | Totale carriera  | 168+9      | -223 + -7  |                 | 13              | -24             |                    | 2                  | -2                 |             |             |             | 192    | -256   |

## Palmarès

### Club

#### Competizioni giovanili
- Copa São Paulo de Futebol Júnior: 1

Santo André: 2003
- Copa Paulista de Futebol: 1

Santo André: 2003

#### Competizioni nazionali
- Coppa del Brasile: 1

Santo André: 2004